# Catathelasma imperiale
Catathelasma imperiale (Petter Adolf Karsten, 1879 ex Rolf Singer, 1940) din încrengătura Basidiomycota în  familia Biannulariaceae și de genul Catathelasma, este o specie de [[ciuperci comestibile, denumită în popor giugan, sau tetină împărătească. Acest burete nu prea frecvent coabitează, fiind un simbiont micoriza (formează micorize pe rădăcinile arborilor). În România, Basarabia și Bucovina de Nord trăiește în păduri de conifere sub molizi (cu predilecție sub Picea engelmanni) și pini, pe sol calcaros și ierbos, preferat în atitudini de 800-1200 metri. Acolo unde se dezvoltă apare rar doar solitar, mult mai des în cercuri de vrăjitoare (cu o creștere a razei sale în timp de mai mult de un metru pe an), din august până la sfârșitul lui noiembrie.

## Taxonomie

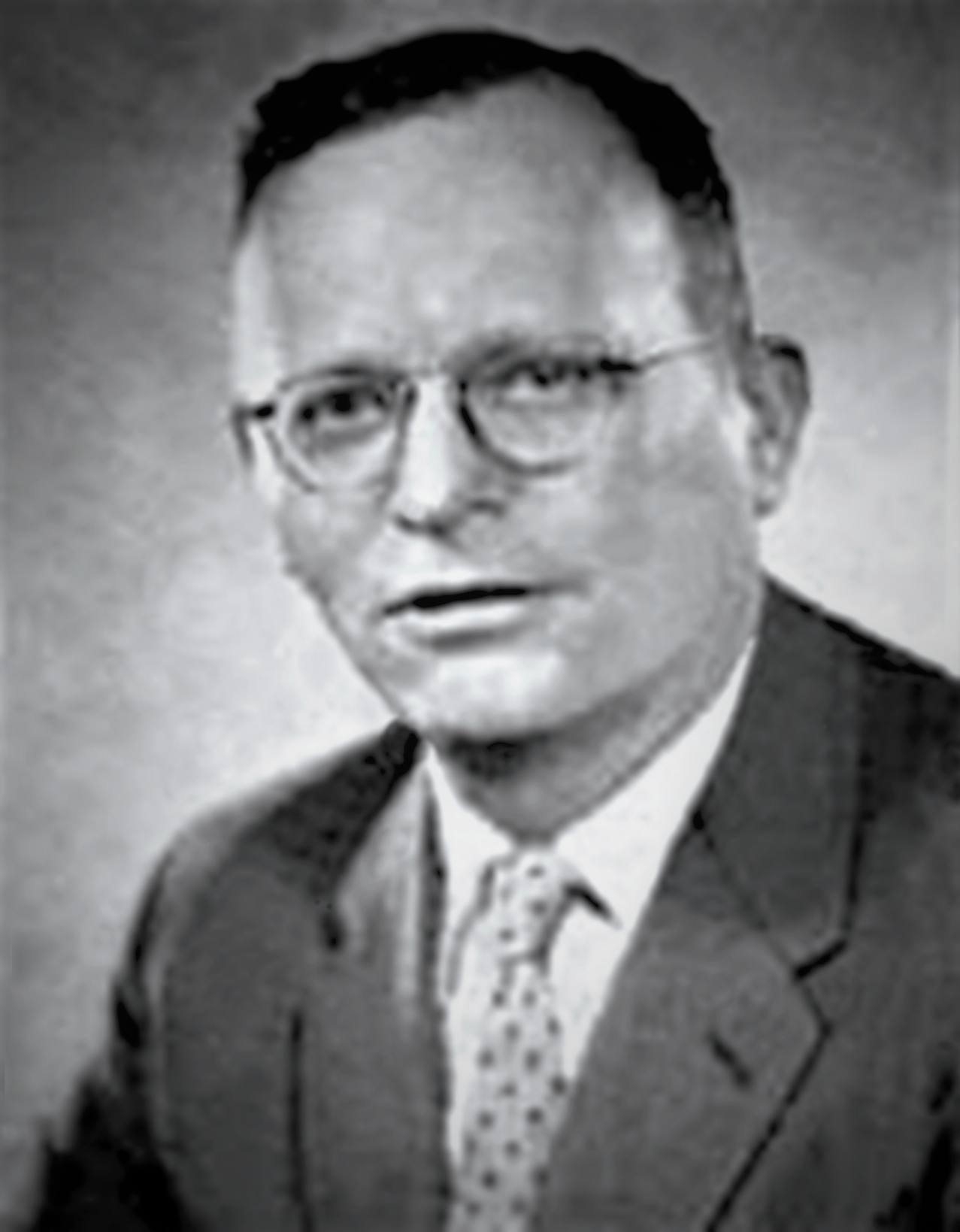
Rolf Singer

Deja în 1845, botanistul norvegian Nicolai Lund (1814-1847) a descris specia drept Agaricus imperialis în cartea sa Conspectus Hymenomycetum circa Holmiam crescentium : quem supplementum Epicriseos Eliae Fries, dar expunerea lui a fost probabil insuficientă sau neclară. Astfel numele binomial acceptat este cel determinat de botanistul finlandez (Petter Adolf Karsten, anume Armillaria imperialis, de verificat în volumul 32 al jurnalului botanic Bidrag till Kännedom av Finlands Natur och Folk din 1879 care a fost numele curent valabil până ce micologul german Rolf Singer a transferat specia la genul Catathelasma sub denumirea actuală (2021) Catathelasma imperiale, de citit în volumul 5 al jurnalului Revue de Mycologie din 1940.
În România specia este uneori și listată drept Armillariella imperialis, un taxon descris de micologii francezi Paul Konrad și André Maublanc în 1927.
Au fost create mai multe sinonime (vezi infocaseta) cu toate acceptate, dar nefolosite.
Epitetul specific este derivat din cuvântul latin (latină imperialis=împărătesc, al împăratului), datorită mărimii acestei specii.

## Descriere

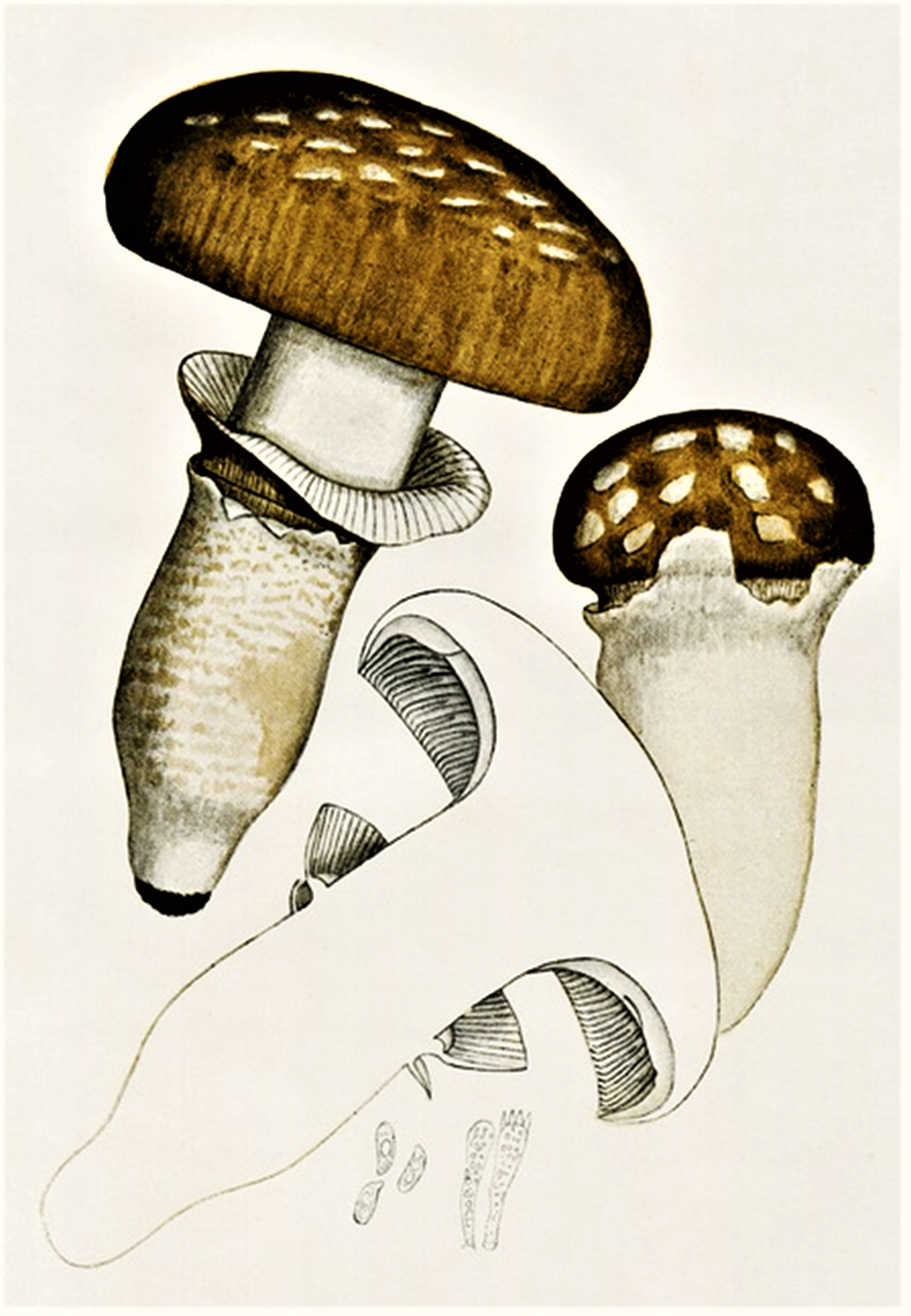
Bres.: Armillaria imperialis

- Pălăria: are un diametru de 8-20 (30) cm, este compactă și cărnoasă, la început emisferică, apoi convexă, pentru mult timp cu marginea răsucită în jos și slab franjurată, aplatizând odată cu vârsta, atunci adesea ceva adâncită. Suprafața pălăriei de obicei crapă în mai multe locuri odată cu maturizarea. Cuticula uscată, dar lipicioasă în stadiu tânăr și la umezeală, prezintă fibre radiale care dispar mai mult sau mai puțin cu timpul ca și solzii mici albicioși și flocoși în centru care se sfărâmă de obicei, fiind resturi ale vălului parțial. Coloritul variabil poate fi gălbui-maroniu, roșcat-maroniu, castaniu, brun de ciocolată sau pestriț.
- Lamelele: sunt dese și subțiri, uneori bifurcate, lung decurente peste picior, în vârstă uneori slab ondulate, la început acoperite pentru scurt timp de un văl parțial alb, fiind în tinerețe albuie, apoi crem-albicioase până de culoarea cafelei de lapte, la bătrânețe cu o tentă gri și bronzând după apăsare.
- Piciorul: puternic și dur cu o înălțime de 8-12 (16) cm și o lățime de 3-6 cm este bombat, subțiindu-se în jos, la bază țuguiat în formă de pâlnie și înrădăcinând adânc în pământ, de multe ori complet îngropat până la inel. Coloritul deasupra inelului este alb, pe dedesubt palid bej până slab galben-maroniu, presărat cu picățele brune. Prezintă un inel dublu, proeminent, ascendent care uneori este înlocuit de unul simplu și volvă. Când ambele inele sunt prezente, cel superior este albicios, pielos, oarecum căptușit și încrețit, pe când cel inferior deschis maroniu, este pergamentos, dar nu rar și slab gelatinos. Manșeta superioară acoperă complet, drept văl parțial ciuperca tânără, pe când cea inferioară reprezintă restul rămas din vălul universal ce acoperea ciuperca întreagă.
- Carnea: este albicioasă, foarte grea, fermă, aproape tare care nu se oxidează după tăiere. Mirosul este puternic de făină, adesea cu o nuanță slabă de castraveți proaspeți sau de coajă de pepene crud, iar gustul blând, și el încă foarte slab făinos.[6][7]
- Caracteristici microscopice: sporii sunt de 10 (12)-(14) 15 x 4 (5)-6 (7) microni dimensiune, alungit elipsoidali, netezi, hialini (translucizi), amilozi (ce înseamnă colorabilitatea structurilor tisulare folosind reactivi de iod) și cu 1-3 picături uleioase în centru. Pulberea lor este albă.  Basidiile clavate cu 4 sterigme fiecare sunt clavate și măsoară 45-50 (75) x 6-8 microni. Cistidele (elemente sterile situate în stratul himenal sau printre celulele din pielița pălăriei și a piciorului, probabil cu rol de excreție) de mărime asemănătoare au vârfuri rotunjite.[13]
- Reacții chimice: nu sunt cunoscute.[14]

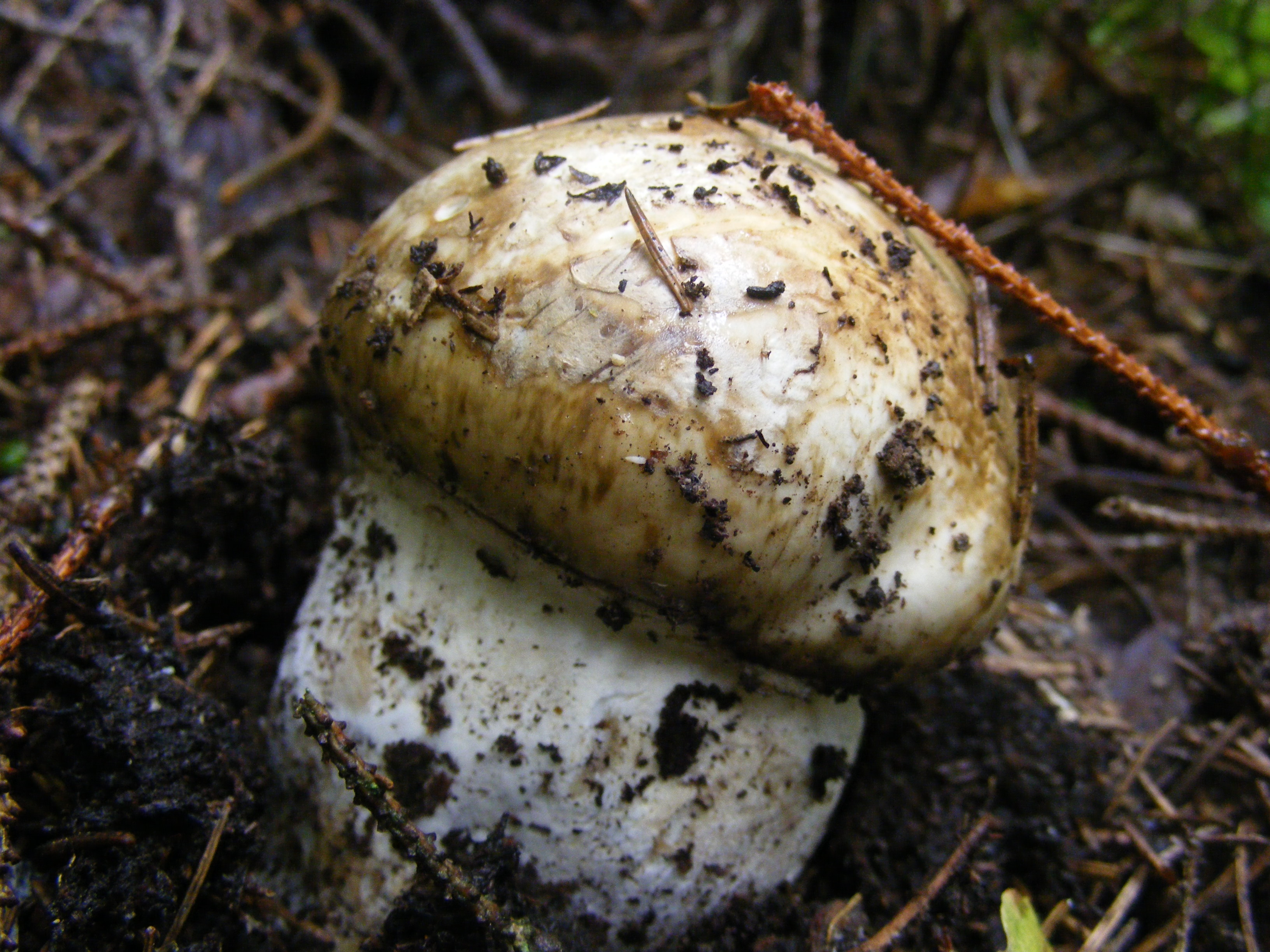
C. imperiale tânără
C. imperiale mătură
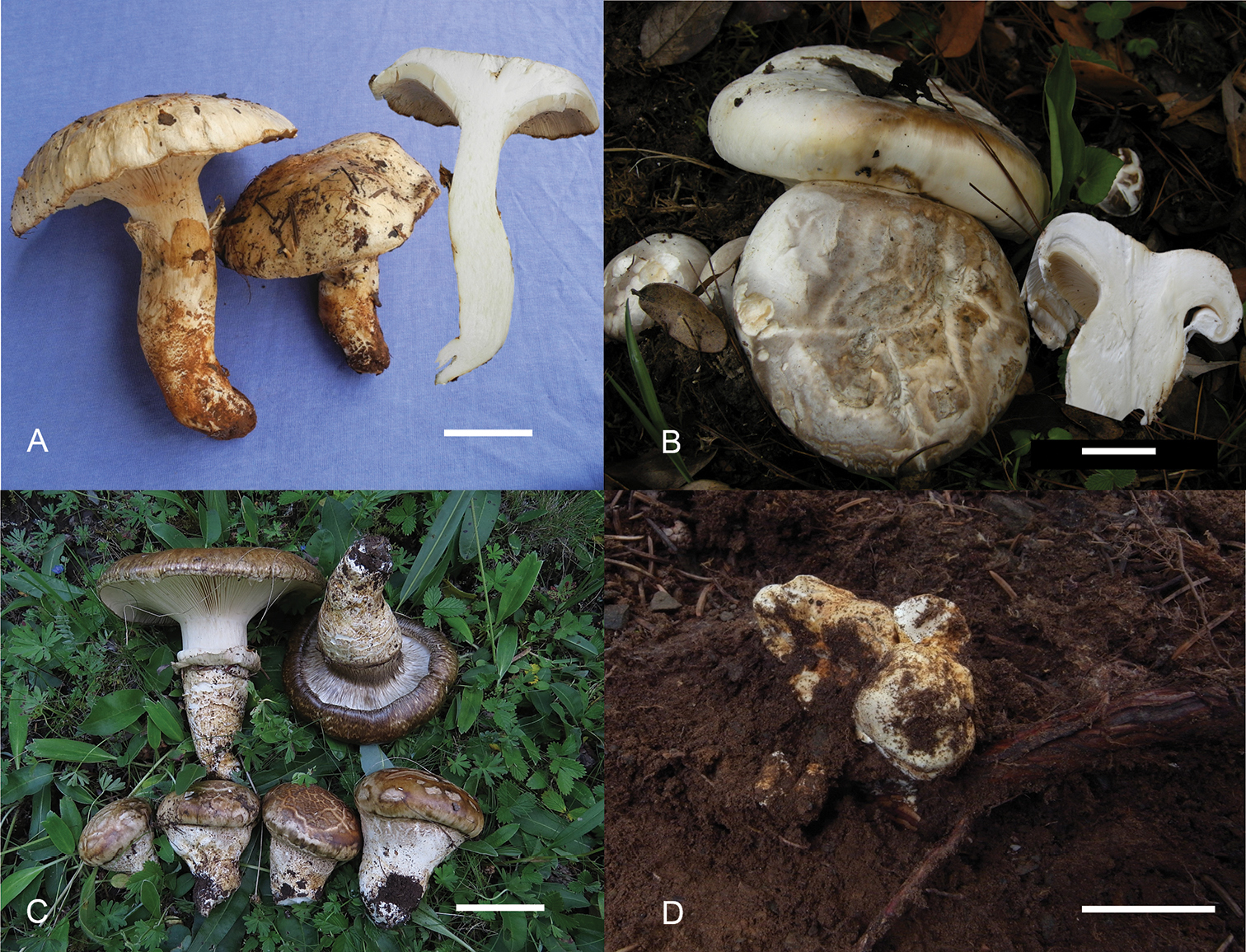
C. imperiale, diverse aspecte

## Confuzii
Specia poate fi confundată cu altele de dimensiune mare cum sunt de exemplu Agaricus augustus (comestibil), Catathelasma ventricosum (comestibil), Neolentinus ponderosus (comestibil), Cortinarius praestans (comestibil), Tricholoma aurantium (necomestibil, amar), Tricholoma caligatum (comestibil, mai mic),Tricholoma colossus (comestibil), Tricholoma magnivelare (comestibil, specie americană), sau Tricholoma nauseosum sin. Tricholoma matsutake (comestibil).

## Specii asemănătoare în imagini

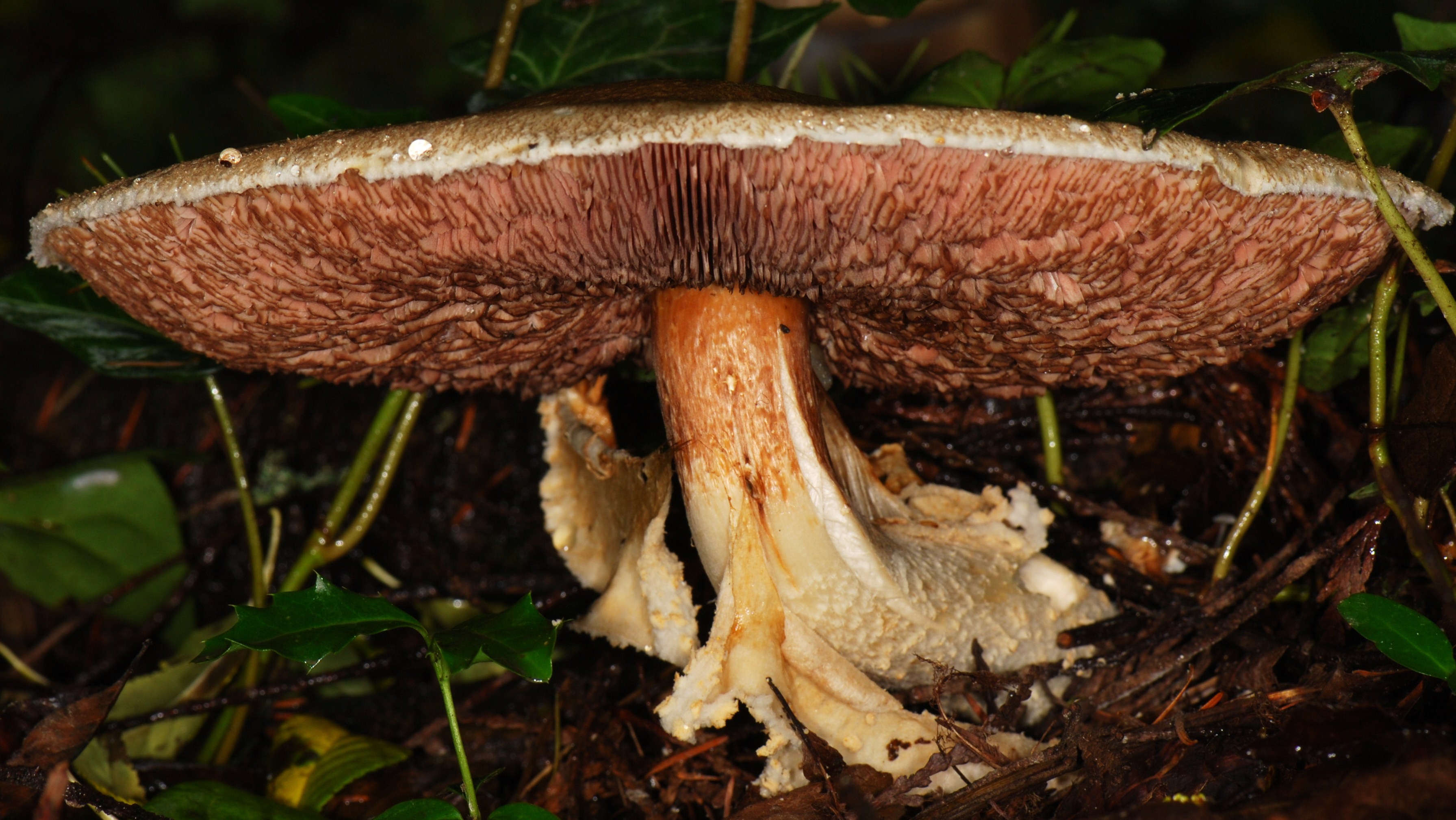
Agaricus augustus
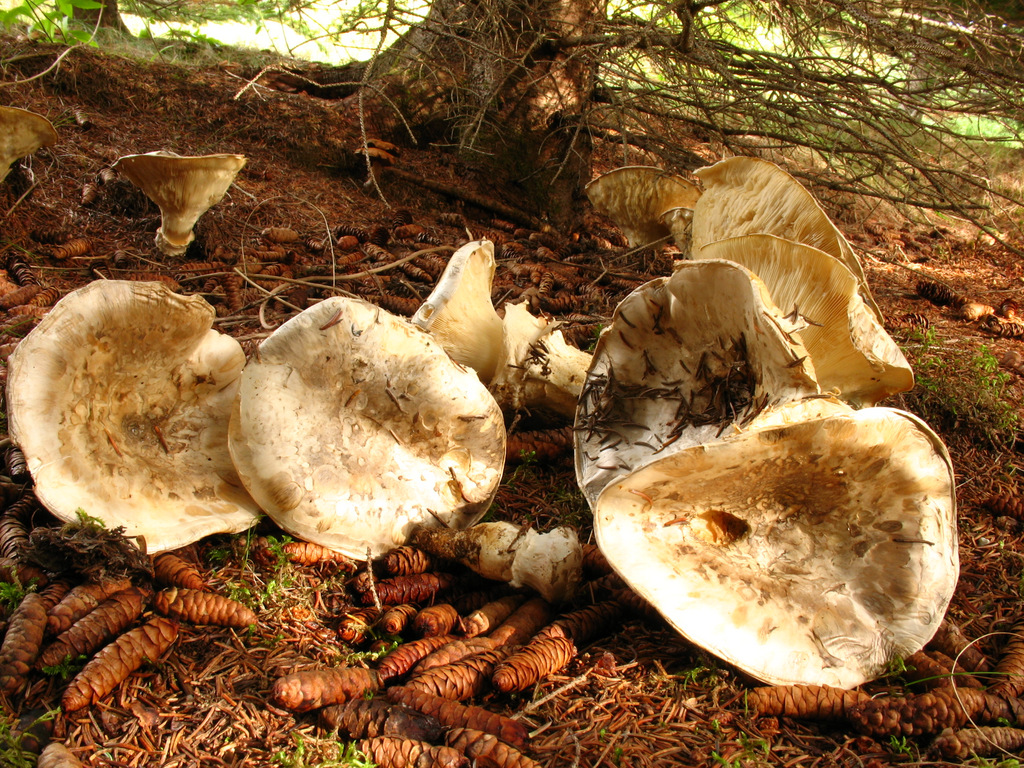
Catathelasma ventricosa
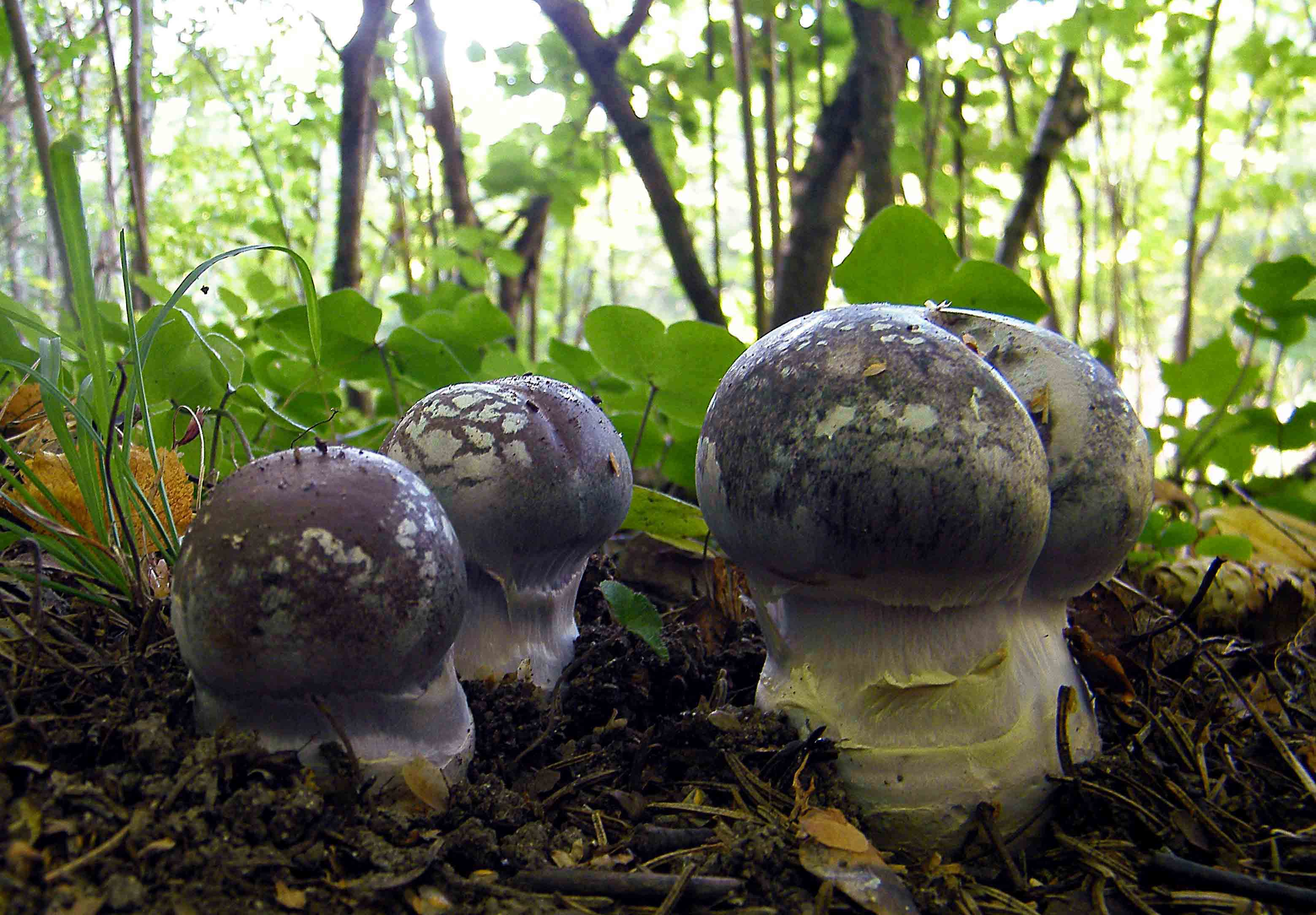
Cortinarius praestans
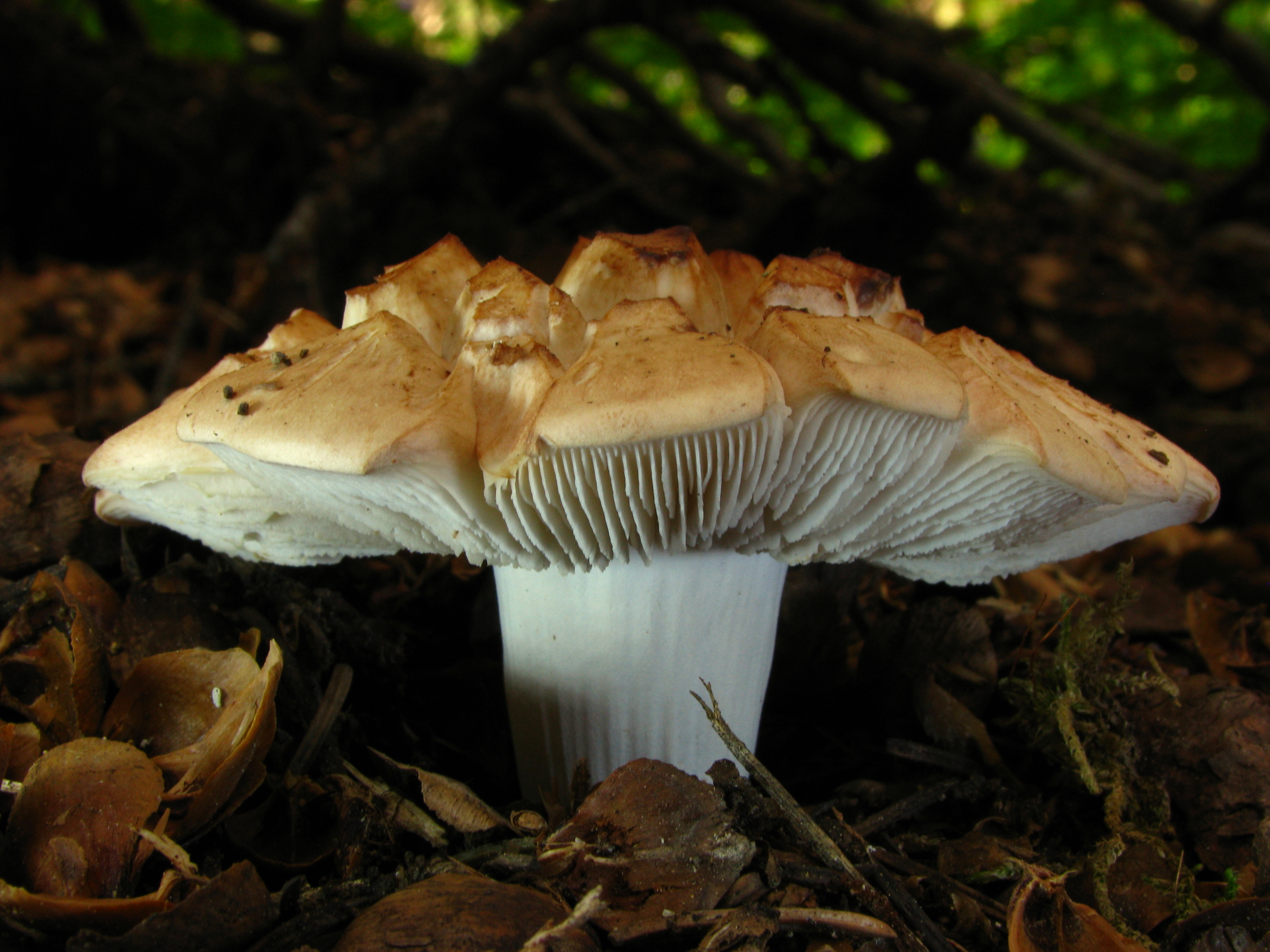
Neolentinus ponderosus
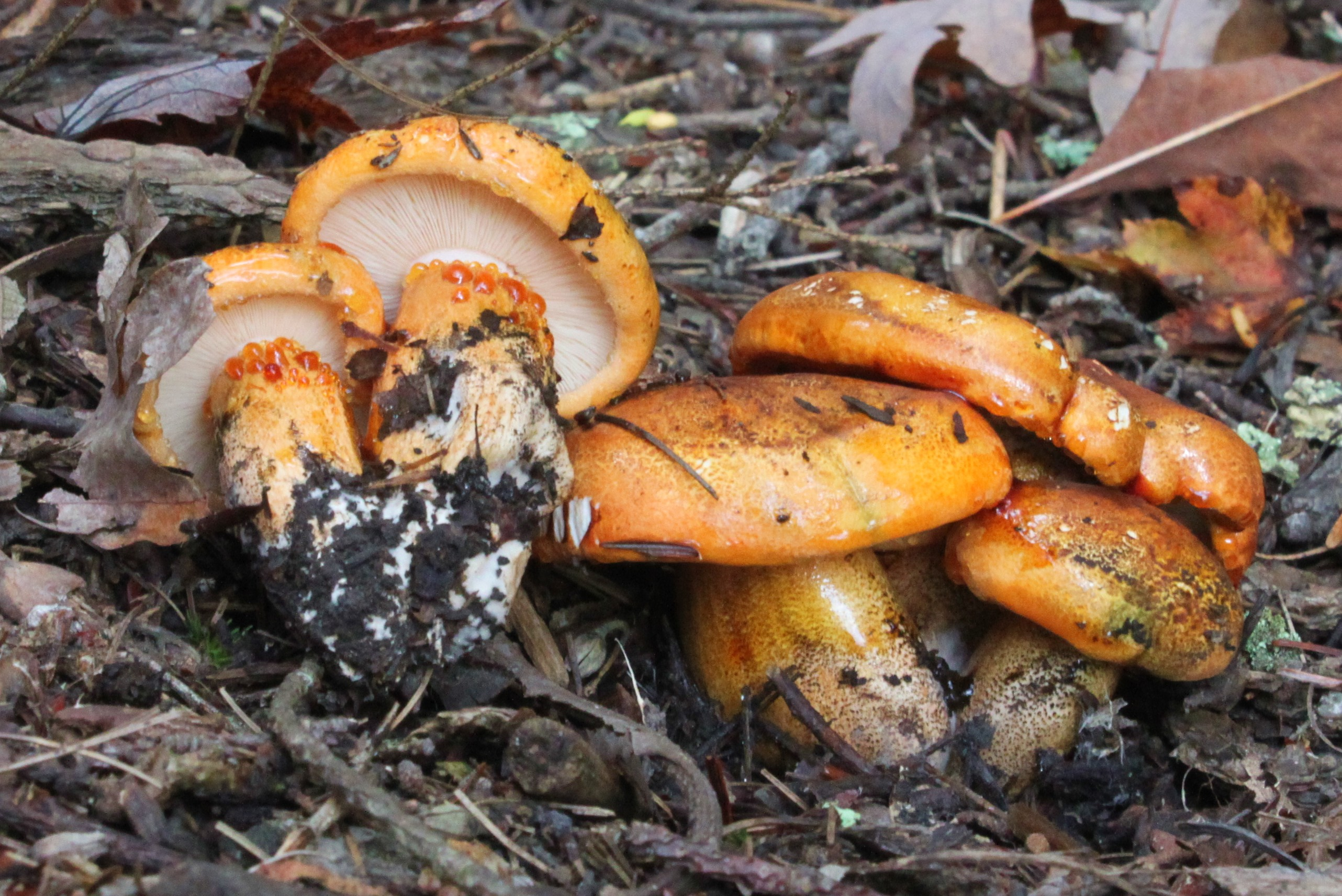
!Tricholoma aurantium!
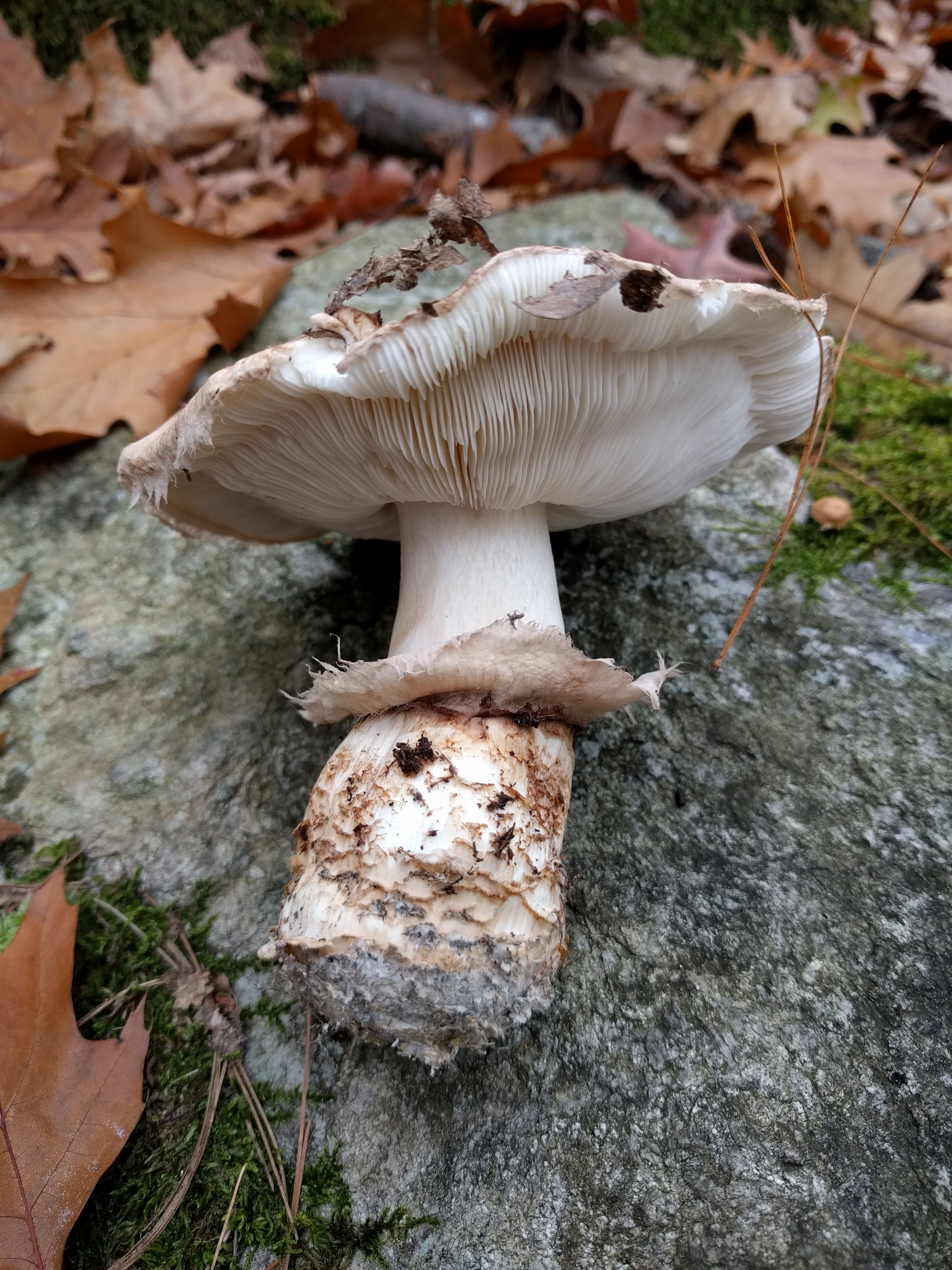
Tricholoma caligatum
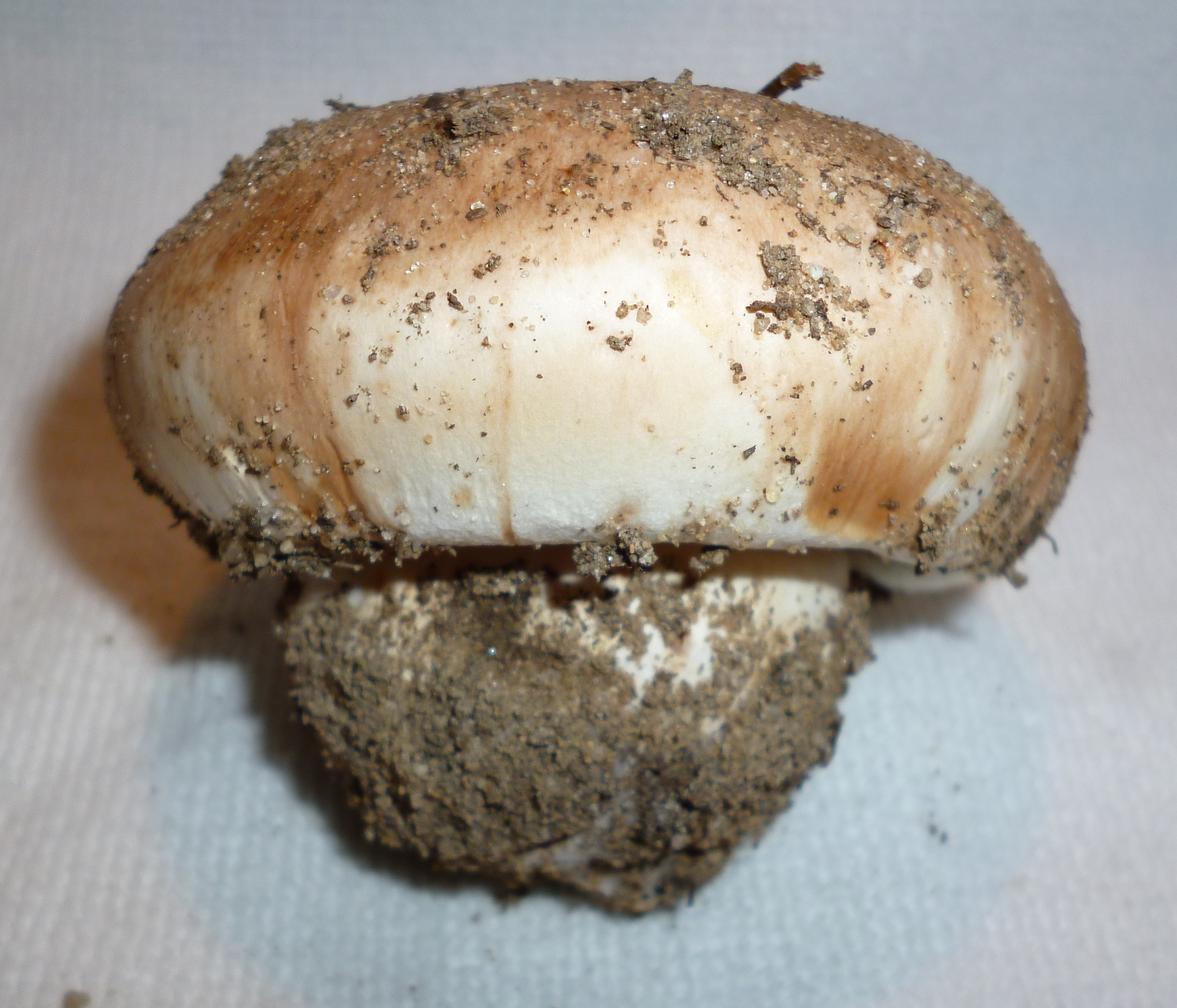
Tricholoma colossus
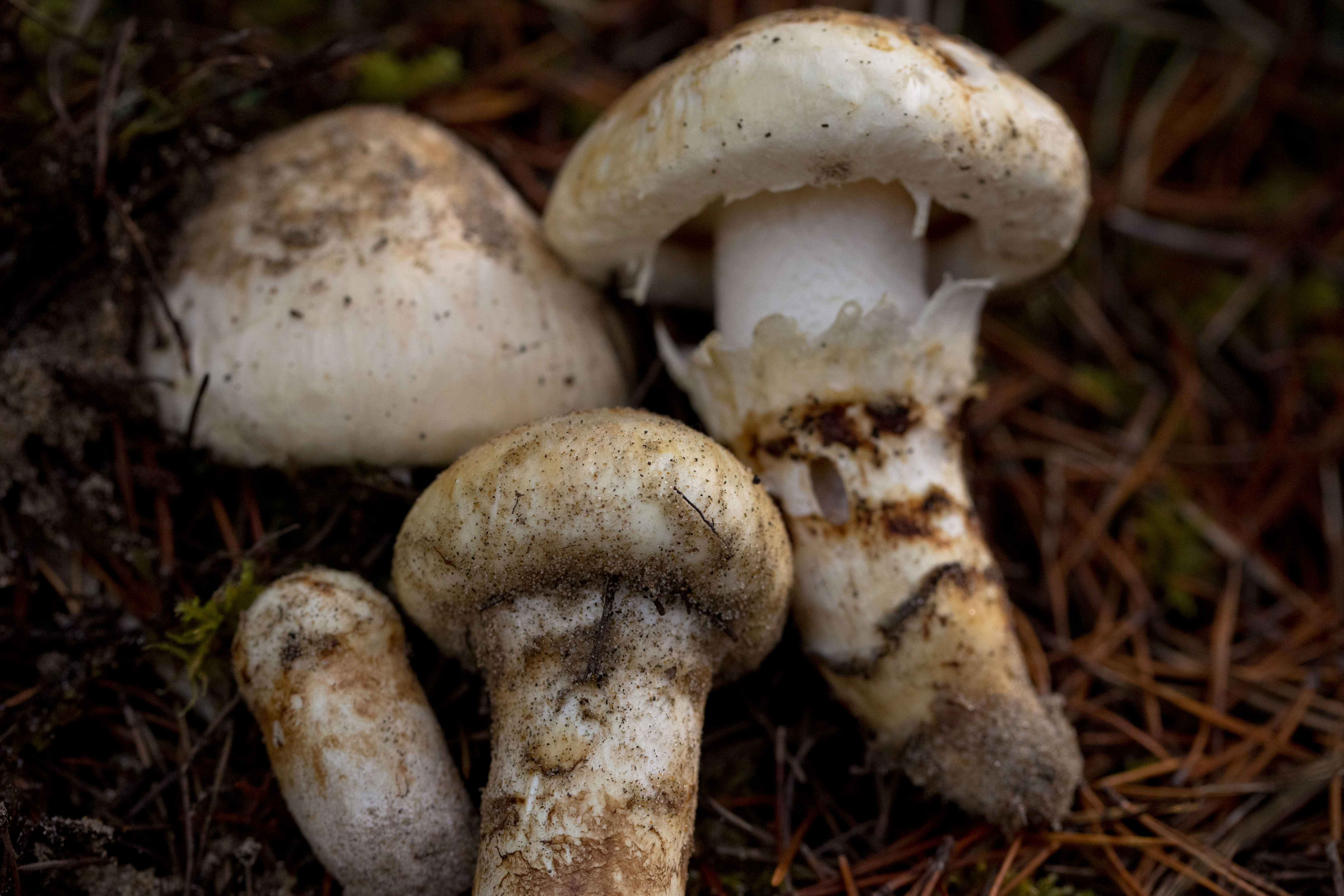
Tricholoma magnivelare
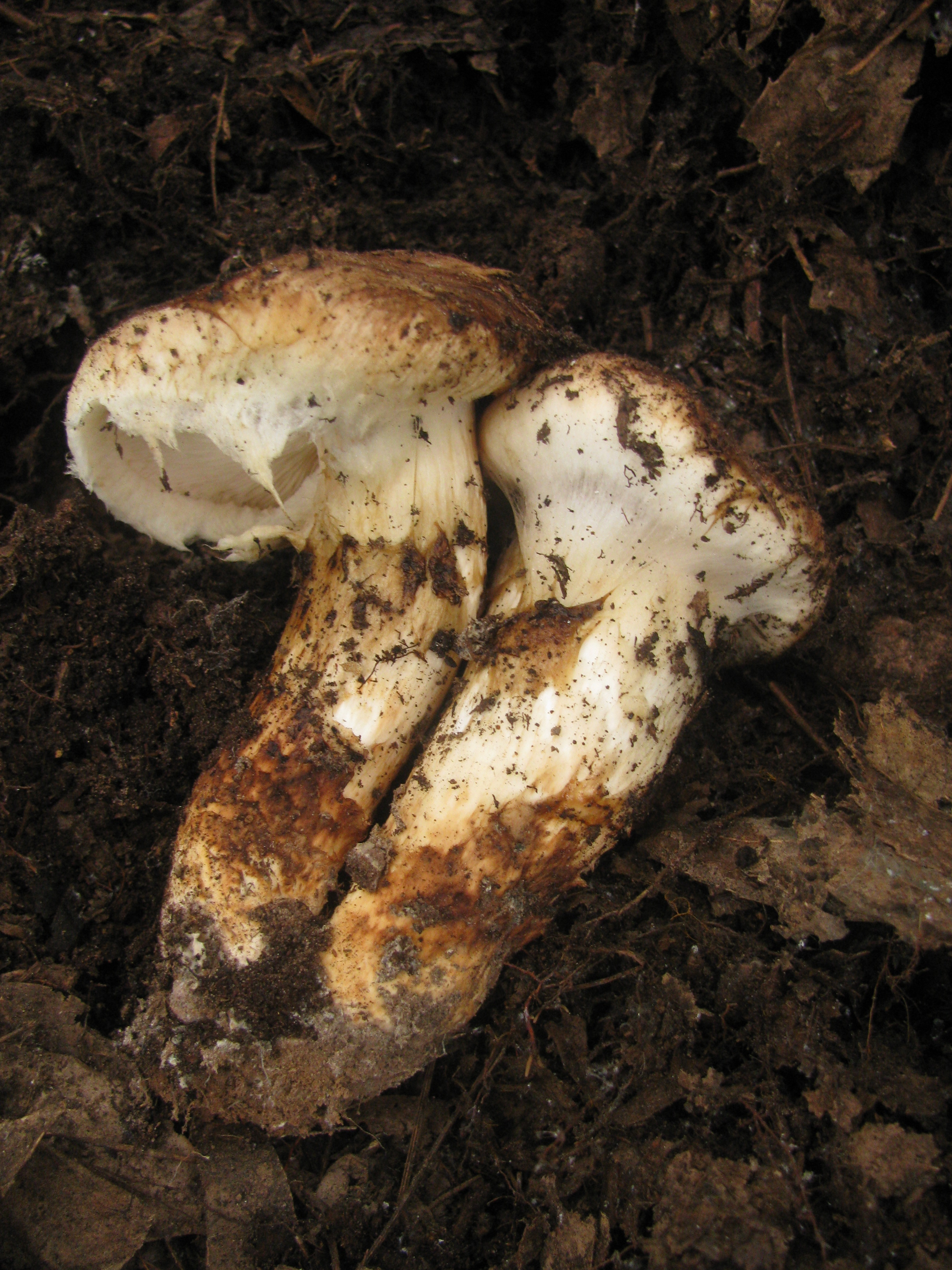
Tricholoma nauseosum sin. Tricholoma matsutake

## Valorificare
Această ciupercă de dimensiune impresionantă poate fi consumată sub orice formă, ideal ca supliment la un fel de mâncare. Este destul de gustoasă, deși carnea este destul de tare. Se potrivește îndeosebi pentru conservarea în oțet sau ulei.